# American Visa
American Visa es una película mexicana-boliviana del año 2005 dirigida por el boliviano Juan Carlos Valdivia Galdo.

## Argumento
La película inicia cuando Mario está en camino a La Paz. Allí, Mario intenta obtener una visa para los Estados Unidos con el fin de ir a visitar a su hijo y, eventualmente, quedarse a vivir en aquel país. Al principio el proceso parece ir bien. Mario entrega sus papeles en la Embajada de los Estados Unidos, donde le dicen que todo está en orden y que puede volver en una semana para recibir la visa. Al creer que tiene asegurada su entrada a los Estados Unidos, Mario compra un boleto para Miami. En el hotel donde se hospeda, Mario conoce a una "stripper" llamada Blanca. Cuando él le cuenta que se irá a Miami para encontrarse con su hijo, Blanca intenta convencerlo de que se quede en Bolivia porque ella no cree en el "sueño americano".
Una semana después, Mario vuelve a la Embajada y un funcionario le dice que debe comprobar que no intentará quedarse en los Estados Unidos. Al no poder comprobarlo, Mario se va enojado. Fuera de la Embajada, una mujer le da una tarjeta de una compañía que promete ayudarle a conseguir la visa. Mario visita la oficina y se entera de que la compañía le pide $5000 para tramitarle el permiso, cantidad que él no posee. Mario continúa relacionándose con Blanca mientras busca posibilidades para conseguir el dinero. Tras venderle oro a una mujer en una tienda, Mario idea un plan. Por días, vigila la tienda y sigue al mensajero después de que éste cierra. Mario averigua que el dueño de la tienda tiene varios negocios del mismo tipo. A partir de ese momento, Mario decide robarlo para conseguir el dinero que necesita. Mientras tanto Blanca se enamora de él.
Eventualmente, Mario entra en la casa del dueño de la tienda y comete el robo. Durante el hurto, Mario lucha con el dueño y lo golpea. Cuando el hombre cae al suelo, Mario cree que lo ha matado. Mario vuelve al hotel y lamenta lo que ha hecho.
Al día siguiente, Mario compra la visa. Luego, se entera de que el embajador estadounidense es quien vende estos documentos. Después de recibir la visa, Mario planea la visita a su hijo, pero el hombre a quien ha asaltado (y a quien Mario cree muerto) tiene otro plan y envía a dos de sus trabajadores para atrapar a Mario y llevarlo al campo para interrogarlo. Al darse cuenta de que Mario ya no tiene el dinero, los hombres le dan una paliza y lo arrojan por un acantilado. A pesar de ello, Mario no muere y es llevado a un hospital. Allí se reencuentra con Blanca. Después de recuperarse, Mario pospone sus planes de viajar a Miami y se va con Blanca a visitar el pueblo de ella.

## Reparto

### Actores principales
- Demián Bichir como Mario
- Kate del Castillo como Blanca
- Alberto Etcheverry como Don Antonio

### Actores secundarios
- Jorge Ortiz Sanchéz (tramitador visa)

## Curiosidades
- El popular comediante boliviano Cacho Mendieta tiene un pequeño papel como peluquero en esta película.

- Es la primera película boliviana en contar en su reparto con una estrella de la televisión mexicana como Kate Del Castillo y Demián Bichir.

- En la película podemos escuchar canciones de Aterciopelados, Babasónicos, Enrique Bunbury, Intocable, Ely Guerra, T con T y Vaquero entre otros.

- En 2012 Demián Bichir, se convirtió en el segundo actor mexicano en ser nominado al Óscar a Mejor actor, por su interpretación en A better life.